# Klaus Büchner (Fußballspieler)
Klaus Büchner, möglicherweise Hans Büchner (* 20. Januar 1937) ist ein ehemaliger deutscher Fußballspieler. Neben seinen 185 Zweitligaspielen in Wolfen, Halle (Saale) und Gera, sowie neun Länderspielen mit der Junioren- (4), Nachwuchs- (3) und der B-Nationalmannschaft (2) der DDR bestritt er 1962 auch zwei Spiele in der DDR-Oberliga, der höchsten Spielklasse im DDR-Fußball, für den SC Wismut Karl-Marx-Stadt. Mit dem SC Chemie Halle-Leuna wurde er 1956 DDR-Fußballpokalsieger.

## Sportliche Laufbahn
Klaus Büchner spielte bis 1955 für den zweitklassigen DDR-Ligisten BSG Chemie Agfa Wolfen. Schon als 18-Jähriger wurde er 1955 mit 14 Punktspieltreffern Wolfens bester Torschütze. Das hatte zur Folge, dass er in den Kader der DDR-Juniorennationalmannschaft aufgenommen wurde. Mit der Juniorenauswahl bestritt er 1955 vier Länderspiele, darunter eine Begegnung mit der DFB-Juniorenauswahl, bei der er bei der 1:2-Niederlage sein einziges Länderspieltor schoss. Im Herbst 1955 musste u. a. in der DDR-Liga eine 13 Spiele umfassende Übergangsrunde zum Wechsel im DDR-Fußball auf den Kalenderjahr-Spielrhythmus absolviert werden. Büchner bestritt zunächst zehn Spiele für Wolfen, in denen er mit sechs Toren weiter seine Treffsicherheit bewies.
Als Junioren-Nationalspieler und erfolgreicher Torschütze machte er den SC Chemie Halle-Leuna, dem Fußballschwerpunkt im Bezirk Halle und Absteiger aus der DDR-Oberliga, auf sich aufmerksam, und der Club veranlasste, dass Büchner noch im Laufe der Übergangsrunde in seine Mannschaft delegiert wurde. Büchner bestritt noch die letzten beiden Übergangsspiele in der DDR-Liga für den SC Chemie und führte sich drei Toren erfolgreich ein. In der folgenden DDR-Ligasaison 1956 bestritt Büchner 23 der 26 Punktspiele und gehörte mit seinen 17 Toren zu den erfolgreichsten Stürmern der Hallenser. Trotzdem wechselte Büchner noch vor Saisonschluss zurück zur BSG Chemie Wolfen, die inzwischen den Zusatz Agfa fallengelassen hatte. Dort kam er noch in den letzten drei Punktspielen zum Einsatz. Am 16. Dezember 1956 kehrte Büchner noch einmal für ein Spiel zum SC Chemie Halle-Leuna zurück. Es war das Endspiel um den DDR-Fußballpokal, das die Hallenser mit 2:1 gegen den ZASK Vorwärts Berlin gewannen. Büchner wurde als Linksaußenstürmer eingesetzt und erzielte in der 18. Minute den Führungstreffer.
Büchner bestritt in Wolfen die Spielzeiten 1957 bis 1959 weiterhin in der DDR-Liga. In dieser Zeit kam er bei insgesamt 78 Punktspielen auf 68 Einsätze und war mit seinen 52 Toren jeweils bester Torschütze seiner Mannschaft. 1958 wurde er in den Kader der DDR-Nachwuchsnationalmannschaft berufen und bestritt mit ihr drei Länderspiele. Zur Saison 1960 nahm Büchner erneut einen Wechsel vor und schloss sich dem Ligakonkurrenten BSG Wismut Gera an. Dort setzte er seine Torgefährlichkeit fort und wurde mit 17 (1960) und 22 Toren (1961/62, Rückkehr zum Sommer-Frühjahr-Spielrhythmus) wieder Torschützenkönig seiner Mannschaft und landete jeweils auf Platz zwei der Liga-Torschützenliste. Von den 65 Punktspielen dieser beiden Spielzeiten (1961/62 39) bestritt Büchner 52 Partien. 1960 kam Büchner noch einmal zu Auswahlehren, als er zwei Länderspiele mit der B-Nationalmannschaft bestritt.
Gegen Ende der Saison 1961/62 waren beim Oberligisten SC Wismut Karl-Marx-Stadt gleich drei Stammangreifer ausgefallen und ab April 1962 eine Sturmflaute eingetreten. Daraufhin lieh sich der SC Wismut über die zentrale Sportvereinigung Wismut Klaus Büchner von der gleichnamigen Geraer BSG aus. Büchner wurde in den letzten beiden Oberliga-Spieltagen als Mittelstürmer eingesetzt, konnte die Sturmmisere des Oberligisten jedoch nicht beheben.
Zu Beginn der Saison 1962/63 kehrte Büchner wieder zum DDR-Ligisten BSG Wismut Gera zurück und sorgte dort bis zum Ende der Spielzeit 1964/65 weiterhin für Tore. In seinen 73 Punktspieleinsätzen (von insgesamt 78) schoss er 39 Tore und war in allen drei Spielzeiten wieder bester Schütze der Mannschaft. 1964/65 verhalf er Wismut Gera zum Aufstieg in die DDR-Oberliga, beendete danach aber seine Laufbahn im Leistungssport. Bis 1968 war er noch bei der 2. Mannschaft von Wismut Gera in der drittklassigen Bezirksliga Gera aktiv und verhalf ihr 1967 und 1968 zur Bezirksmeisterschaft.